# دنیل ریکاردسون
دنیل ریکاردسون (انگلیسی: Daniel Rickardsson؛ زادهٔ ۱۵ مارس ۱۹۸۲) اسکی‌باز صحرانوردی اهل سوئد بود.